# ملكة جمال مراهقات الولايات المتحدة الأمريكية 2013
ملكة جمال مراهقات الولايات المتحدة الأمريكية 2013 ، هي نسخة الحادي والثلاثين من مسابقة ملكة جمال مراهقات الولايات المتحدة الأمريكية. أقيمت المسابقة في 10 أغسطس 2013 في جزيرة أتلانتس باراديس ، ناسو ، جزر باهاماس واستضافه الصحفي الأسترالي كارل جينو شميد وملكة جمال مراهقات الولايات المتحدة الأمريكية 2003 تامي فاريل، تنافست الولايات الخمسون ومقاطعة كولومبيا على اللقب وتم بث المسابقة عبر الويب على موقع ملكة جمال مراهقات الولايات المتحدة الأمريكية الرسمي عبر يوستريم وعلى إكس بوكس لايف، في نهاية الحدث توجت كاسيدي ولف من كاليفورنيا من قبل ملكة جمال السابقة لوغان ويست من ولاية كونيتيكت.

## النتائج

### المراكز النهائية
| النتائج النهائية                                  | المتنافسة |
| ------------------------------------------------- | --- |
| ملكة جمال مراهقات الولايات المتحدة الأمريكية 2013 | - كاليفورنيا - كاسيدي ولف |
| الوصيفة الأولى                                    | - كارولاينا الجنوبية - توري سايزمور |
| الوصيفة الثانية                                   | - فرجينيا الغربية - هالي هولواي |
| الوصيفة الثالثة                                   | - جورجيا - جوليا مارتن |
| الوصيفة الرابعة                                   | - مينيسوتا - ماجي ماكجيل |
| أفضل 16                                           | - ألاباما - لورين هولكومب - أركنساس - آبي فلويد - هاواي - سامانثا نيلاند - كانساس - أليسا كلينزينج - لويزيانا - بيلي هيدالغو - ماريلاند - هانا بروير - ميزوري - بريندا سميث-ليزاما ‡ - نيو جيرسي - كريستينا طومسون - نيويورك - نيكي أورلاندو - تينيسي - إميلي ستل - ويسكونسن - كيت ريديكير |

## روابط خارجية
- موقع ملكة جمال مراهقات الولايات المتحدة الأمريكية الرسمي